# فرزندان انقلاب
فرزندان انقلاب (انگلیسی: Children of the Revolution) یک فیلم کمدی سیاه استرالیایی به کارگردانی پیتر دانکن است که در سال ۱۹۹۶ منتشر شد.

## بازیگران
- اف. موری آبراهام در نقش ژوزف استالین
- جودی دیویس
- سم نیل
- ریچارد راکسبرا
- ریچل گریفیتس
- جفری راش